# Janet Cardiff

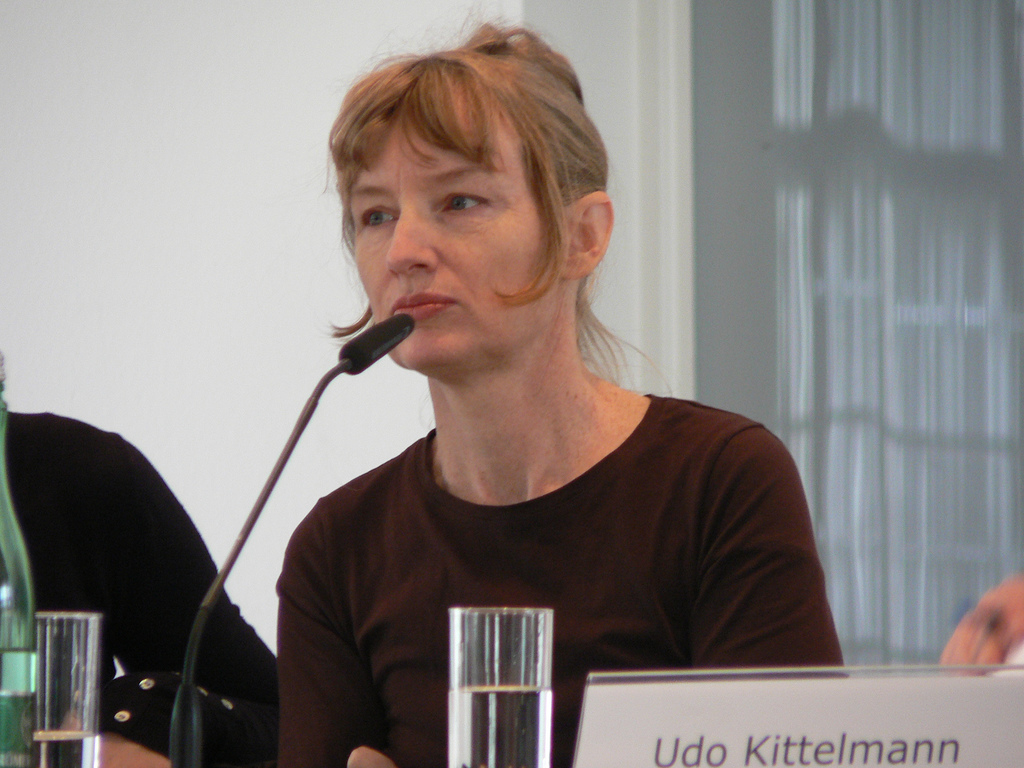
Janet Cardiff 2009 in Berlin

Janet Cardiff (* 5. März 1957 in Brussels, Ontario (Kanada)) ist eine kanadische Installationskünstlerin und Filmemacherin.

## Werdegang
Cardiff studierte an der Queen’s University in Kingston, Ontario, wo sie 1980 den Bachelor-Abschluss machte. Ihr Studium an der University of Alberta Edmonton, Alberta, schloss sie 1983 mit dem M.V.A. (Master of Visual Arts) ab. Sie arbeitet künstlerisch mit ihrem Partner George Bures Miller zusammen. Es entstehen autonome als auch gemeinsame Werke. Cardiff und Miller leben und arbeiten in Berlin und Grindrod, British Columbia, Kanada.

## Werk

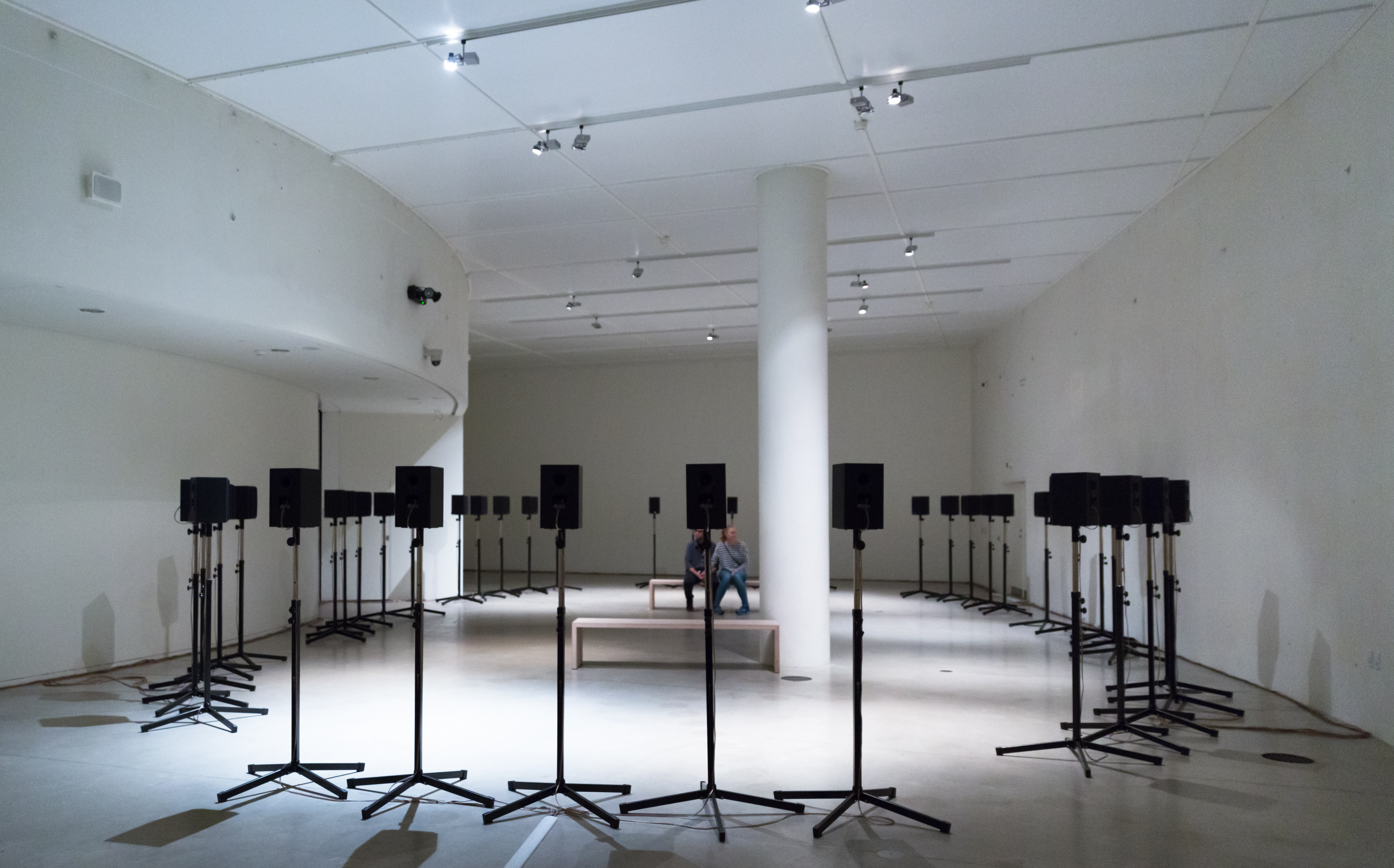
Cardiffs Installation Forty-Part Motet

In einer ersten Arbeit, dem Whispering Room, stellte sie 1991 in einem nur wenig beleuchteten Saal in der Art Gallery of Ontario sechzehn, auf Metallgestellen montierte Lautsprecher auf. Aus jedem der Lautsprecher war eine weibliche Stimme in Dialogen mit unterschiedlichem Kontext zu hören. Die Atmosphäre der ruhigen Stimmen in dem abgedunkelten Raum wurde durch die Projektion eines 30 -sekündigen Filmloops unterbrochen, in dem ein junges Mädchen in rotem Kleid einen Stepptanz im Wald aufführt.
Cardiffs Installation Forty-Part Motet ist Teil der ständigen Sammlung der National Gallery of Canada in Ottawa. Sie ist eine Adaptation der vierzigstimmigen Renaissance-Motette Spem in alium von Thomas Tallis und besteht aus vierzig Lautsprechern, deren Klang einzeln oder gemeinsam genossen werden kann.
Im Jahre 2009 zeigte das Paar Cardiff und Miller im Museum Hamburger Bahnhof in Berlin eine 30-minütige Klanginstallation unter dem Titel The Murder of Crows. In der leeren Haupthalle des Museums (der Historischen Bahnhofshalle) installierten sie 98 Lautsprecher, über die sie eine Komposition aus Stimmen, Musikstücken und Raumklängen einspielten. Durch ein stereophones Verfahren zur Aufnahme und Wiedergabe des Klangfeldes (Ambisonics) wurde der Zuhörer mit einem übersteigerten räumlichen Hören und Empfinden konfrontiert. Janet Cardiff und George Bures Miller setzten mit diesem, dem bislang umfangreichsten Stück, ihre seit Mitte der 1990er Jahre gemeinsam verfolgte Untersuchung der skulpturalen und physischen Eigenschaften von Klangbildern fort.
Seit 2012 steht im Skulpturengarten des Städel in Frankfurt am Main eine Bank mit Sound des Künstlerpaares: The Bench.

## Ehrungen – Auszeichnungen
- 2004: Botho-Graef-Preis der Stadt Jena
- 2011: Käthe-Kollwitz-Preis gemeinsam mit George Bures Miller[4]
- 2020: Wilhelm-Lehmbruck-Preis der Stadt Duisburg und des Landschaftsverbandes Rheinland gemeinsam mit George Bures Miller[5]

## Ausstellungen
- 1997: Skulptur.Projekte in Münster
- 1999: Istanbul Biennial Biennale Istanbul; Voices, Witte de With, Rotterdam
- 2000: Between Cinema and a Hard Place, Tate Gallery of Modern Art, London; TALK.Show, Haus der Kunst, München
- 2001: 49. Biennale di Venezia; Looking at You, Kunsthalle Fridericianum, Kassel
- 2002: Biennale of Sydney, Sydney (auch 2008); Das Museum unserer Wünsche, Museum Ludwig Köln; Cardiff & Miller, National Gallery of Canada, Ottawa, und Musée d'art contemporain de Montréal
- 2003: On Stage, Kunstverein Hannover (auch Galerien der Stadt Esslingen); Cardiff & Miller, The Berlin File, Portikus, Frankfurt am Main
- 2005: Utopia Station, Haus der Kunst, München; Faces in the Crowd, Castello di Rivoli, Turin; Take Two, Museum of Modern Art, New York; Cardiff & Miller, Opera for a Small Room
- 2007: Not for Sale, P.S.1 MoMA, Long Island; Mapping the Self, Museum of Contemporary Art, Chicago
- 2009: Cardiff & Miller, The Murder of Crows, Hamburger Bahnhof, Berlin
- 2012: Documenta 13, Kassel
- 2015: Cardiff & Miller, Conversation with Antonello, Soundscapes, National Gallery, London